# Simca 8
Simca 8 – francuski samochód osobowy średniej klasy produkowany przez przedsiębiorstwo Simca od 1938 do 1951 roku. Wersja z roku 1950 była wyposażona w silnik o pojemności 1200 cm³ i mocy 40 KM. Prędkość maksymalna przekraczała 100 km/h.